# Gabriel Le Roy Ladurie
Pour les autres membres de la famille, voir Famille Le Roy Ladurie.
Gabriel Le Roy Ladurie (1898-1947) est un homme d'affaires et un homme d'influence français impliqué dans la collaboration durant la Seconde Guerre mondiale.

## Biographie

### Origines familiales
La famille Le Roy Ladurie est une vieille famille normande de la région de Domfront, installée peu avant la Révolution française à Verneuil[réf. nécessaire]. Gabriel Le Roy Ladurie est aussi affilié à la famille Delauney[réf. nécessaire].
Le père de Gabriel Le Roy Ladurie, le commandant Barthélemy-Emmanuel Le Roy Ladurie, est un officier de carrière destitué à 43 ans, lors d'un conseil de guerre, à Nantes, le 26 septembre 1902, pour avoir refusé de participer, le 15 août 1902, à la fermeture des écoles des congrégations catholiques ouvertes avant 1901 à Douarnenez sous le gouvernement d'Émile Combes. Il sera réintégré avec son grade mais sans avancement au début de la Première Guerre mondiale.
Barthélemy-Emmanuel et Jeanne Le Roy Ladurie, issue d'une famille bas-normande, ont sept enfants dont Gabriel, Marie (Mère Marie de l'Assomption,, fondatrice du cercle Saint Jean-Baptiste) et Jacques qui est un syndicaliste agricole et ministre de l'Agriculture sous le régime de Vichy, avant d'entrer dans la Résistance.

### Banquier
Gabriel Le Roy Ladurie participe à la Première Guerre mondiale. Il ne réussit pas à devenir inspecteur des finances mais trouve un emploi à la Banque franco-polonaise, à Katowice, et intègre la Banque Worms. Il joue dès lors un rôle important au sein du patronat.

### Dans les cercles politiques de l'entre-deux-guerres
Gabriel Le Roy Ladurie est un homme d'influence, « un pêcheur d'hommes » selon l'expression d'Angelo Tasca. Il tient table ouverte dans un appartement spécialement et discrètement loué par lui, sa « popote ».
En 1934, il se rapproche de Paul Reynaud, dont il approuve les conceptions monétaires mais se lie aussi avec le comte de Paris, s'intéresse un moment au colonel de la Rocque mais le juge « bon à rien » et joue un rôle dans la constitution d'une équipe d'intellectuels autour du Parti populaire français de Doriot dont Jacques Benoist-Méchin qui s'enthousiasmera pour cette aventure : « Je n'hésite pas à affirmer qu'aucun parti politique français ne disposa jamais d'un pareil potentiel intellectuel. » Cependant, il rompt avec Doriot en 1938 au moment des Accords de Munich, que ce dernier approuve, pour se rapprocher à nouveau de Reynaud. Il est aussi proche d'Yves Bouthillier, futur ministre des finances sous Vichy.

### Durant l'Occupation
À partir de 1940, sa « popote » invite des personnalités de la collaboration : François Lehideux, Pierre Pucheu, Paul Marion, Victor Arrighi, Jacques Benoist-Méchin, Pierre Drieu la Rochelle et Yves Bouthillier. Ces hommes du clan Darlan comptent des ministres.
Ce cercle d'influence a été dénoncé par les adversaires[Lesquels ?] de François Darlan, qui l'accusent d'avoir mis en place la synarchie, qui aurait été animée par la Banque Worms, dont Gabriel Le Roy Ladurie est le directeur de 1940 à 1944[réf. nécessaire].

### Sources
La source principale de cet article est la biographie qui figure dans Dominique Venner, Histoire de l'Occupation (voir bibliographie).